# Alice Degradi
Alice Degradi (ur. 10 kwietnia 1996 w Pawii) – włoska siatkarka, reprezentantka kraju, grająca na pozycji przyjmującej.
Na początku lipca 2025 roku amerykańska firma Mattel wybrała włoską siatkarkę by została twarzą kampanii dotyczącej lalki Barbie z cukrzycą. Reprezentantka Włoch leczy się na cukrzycę typu1. Jest ambasadorką Fundacji Komórkowej Terapii Cukrzycy w Padwie. Wprowadzenie na rynek nowej, inkluzywnej wersji słynnej lalki zostanie stworzone we współpracy z amerykańską organizacją Breakthrough T1D.

## Kariera klubowa
| Sezon             | W klubie                               | Klub                               |                   |                   |                   |                   |                   |                   |                   |                   |
| kariera juniorska | kariera juniorska                      | kariera juniorska                  | kariera juniorska | kariera juniorska | kariera juniorska | kariera juniorska | kariera juniorska | kariera juniorska | kariera juniorska | kariera juniorska |
| ----------------- | -------------------------------------- | ---------------------------------- | ----------------- | ----------------- | ----------------- | ----------------- | ----------------- | ----------------- | ----------------- | ----------------- |
| 2010/2011         |                                        | Riso Scotti Pawia                  |                   |                   |                   |                   |                   |                   |                   |                   |
| 2011/2012         |                                        | Riso Scotti Pawia                  |                   |                   |                   |                   |                   |                   |                   |                   |
| kariera seniorska |                                        |                                    |                   |                   |                   |                   |                   |                   |                   |                   |
| 2013/2014         |                                        | Unendo Yamamay Busto Arsizio       |                   |                   |                   |                   |                   |                   |                   |                   |
| 2014/2015         |                                        | Unendo Yamamay Busto Arsizio       |                   |                   |                   |                   |                   |                   |                   |                   |
| 2015/2016         |                                        | Unendo Yamamay Busto Arsizio       |                   |                   |                   |                   |                   |                   |                   |                   |
| 2016/2017         | myCicero Pesaro                        |                                    |                   |                   |                   |                   |                   |                   |                   |                   |
| 2017/2018         | SAB Volley Legnano                     |                                    |                   |                   |                   |                   |                   |                   |                   |                   |
| 2018/2019         | Il Bisonte Firenze                     |                                    |                   |                   |                   |                   |                   |                   |                   |                   |
| 2019/2020         | Il Bisonte Firenze                     | do 07.01.2020                      |                   |                   |                   |                   |                   |                   |                   |                   |
| 2019/2020         | od 08.01.2020                          | Banca Valsabbina Millenium Brescia |                   |                   |                   |                   |                   |                   |                   |                   |
| 2020/2021         |                                        | Bosca San Bernardo Cuneo           |                   |                   |                   |                   |                   |                   |                   |                   |
| 2021/2022         |                                        | Bosca San Bernardo Cuneo           |                   |                   |                   |                   |                   |                   |                   |                   |
| 2022/2023         | E-Work Busto Arsizio                   |                                    |                   |                   |                   |                   |                   |                   |                   |                   |
| 2023/2024         | Megabox Ondulati Del Savio Vallefoglia |                                    |                   |                   |                   |                   |                   |                   |                   |                   |
| 2024/2025         | Megabox Ondulati Del Savio Vallefoglia |                                    |                   |                   |                   |                   |                   |                   |                   |                   |
| 2025/2026         | Reale Mutua Fenera Chieri              |                                    |                   |                   |                   |                   |                   |                   |                   |                   |

## Sukcesy klubowe
Liga włoska:
- 2014[14]

Liga Mistrzyń:
- 2015[15]

## Sukcesy reprezentacyjne
Mistrzostwa Europy Kadetek:
- 2013[16]

Liga Narodów:
- 2024[17], 2025[18]